# Catharsis (album)
Catharsis (jap. カタルシス Katarushisu) – debiutancki album studyjny japońskiego gitarzysty i kompozytora Köziego wydany 11 marca 2004. Na płycie znajduje się nowa wersja piosenki „Promenade” z pierwszego singla artysty pod tytułem Khaos/Kinema.

## Lista utworów
1. "KINEMA"
2. "GROTTESCA"
3. "INCOHERENTS"
4. "NOCTURNE"
5. "DANS EREBOS"
6. "Catharsis" (jap. カタルシス Katarushisu)
7. "Promenade"
8. "LIFE GOES ON~with melancholy"
9. "CRIMSON STAR"
10. "CRUEL ARCADIA"
11. "INNERMOST"
12. "KHAOS"